# Chryso
CHRYSO est une entreprise de chimie française spécialisée dans les adjuvants pour matériaux de construction. Elle est leader dans son secteur en France,, troisième en Europe et quatrième dans le monde.
Le 20 mai 2021, l'entreprise est rachetée par Saint-Gobain pour 1,02 milliard d'euros. Avec Chryso et GCP, Saint-Gobain ambitionne de devenir numéro 2 mondial de la chimie de construction.

## Historique
Chrysoleum, créé en 1942, devient Chryso en 1962. 
En 1982, Chryso est intégré au groupe Lafarge jusqu'à la création du groupe Materis en 2001. Ce dernier, spécialisé dans la chimie de spécialité pour la construction, a été créé à la suite de la revente sous forme de LBO de l'essentiel de la branche des matériaux de spécialités de Lafarge. 
Le 18 août 2014, Wendel annonce être entré en négociations exclusives avec LBO France en vue de céder Chryso (LBO France avait vendu le groupe Materis en 2006 à Wendel). La cession de Chryso est finalisée le 31 octobre 2014, après celle de Kerneos (aluminates) le 26 mars 2014 et de Parex Group (mortiers) le 22 juillet 2014. 
Le 28 juin 2017, le fonds d'investissement britannique Cinven rachète Chryso à LBO France.
En mai 2021, Chryso est racheté par Saint-Gobain pour 1,02 milliard d'euros.

## Description
En 2019, Chryso emploie 1 250 personnes et possède 22 filiales à travers le monde. Le site industriel de Sermaises, dans le Loiret, construit en 1968, emploie plus de 250 personnes en novembre 2018.
Le deuxième site de production français se situe à Malestroit, dans le Morbihan.
Depuis l'acquisition de Moderne Méthode le 18 novembre 2016, Chryso compte également un site de production à Saint-Soupplets.
Dans le cadre de son développement sur le marché des bétons décoratifs, Chryso acquiert également BMC Diffusion le 29 novembre 2018.
Le 25 février 2019, c'est sur le marché de la chape que Chryso se renforce avec l'acquisition de Cemexa.

## Savoir-faire
En 2014, un procédé de décogravure, breveté Graphic Concrete et distribué par CHRYSO, est utilisé sur les murs du collège de Crevin sur les plaques de vêture d’un système I.T.E..  
En 2023, Chryso met sur le marché une microfibre produite à partir de cellulose, comme nouvel adjuvant biosourcé du béton.

## Chantiers d'envergure
Parmi les chantiers d'envergure dans lesquels les produits CHRYSO ont été utilisés, on peut citer la construction de la route des Tamarins sur l'île de La Réunion (2004–2011), le High Five Interchange aux États-Unis (2002–2005), l'uShaka Marine World en Afrique du Sud (2002–2004), la ligne B du métro de Toulouse (2002–2004), la LGV Rhin-Rhône (2006–2011), le théâtre de l'Archipel (2009–2010), le viaduc de Millau (2001–2003), le pont de Normandie (1991–1993), le pont Vasco da Gama au Portugal (1995), le Nelson Mandela Bridge en Afrique du Sud (2002), le port 2000 du Havre (2001–2010), le parc Terra Botanica (2008–2010), le gratte-ciel Diamond of Istanbul en Turquie (2003–2008), la tour World One en Inde (2011–2014), la tour CMA-CGM à Marseille (2008–2011), la rénovation du FNB Stadium en Afrique du Sud (2007–2010), le projet d'aménagement hydraulique des hauteurs du Lesotho (1995–2004), le Musée des Civilisations de l'Europe et de la Méditerranée (2013), le pont Osmangazi en Turquie (2016), le Crossrail de Londres (2018) et la Nouvelle route du Littoral (2019).

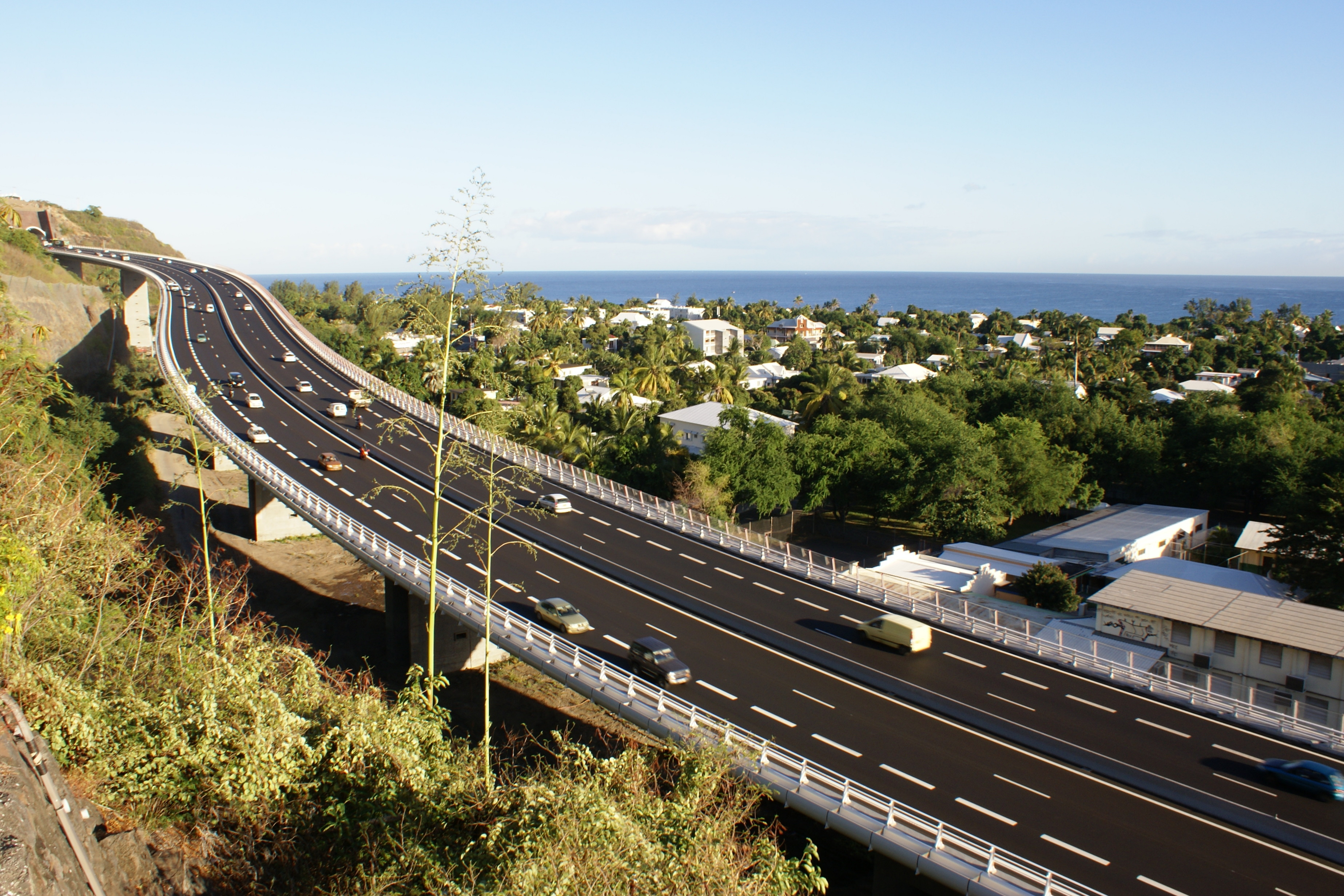
Viaduc de Saint-Paul, route des Tamarins.
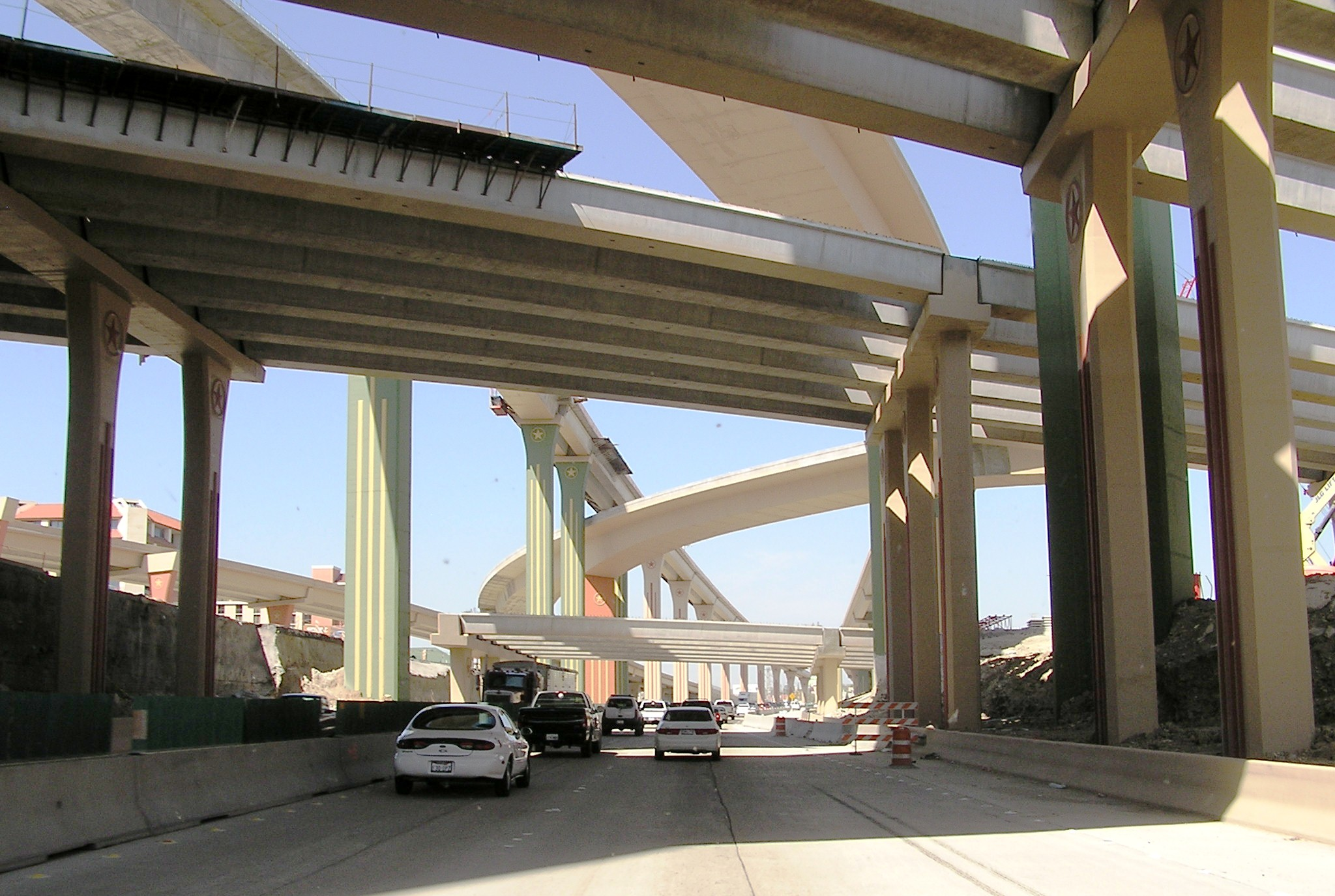
High Five Interchange.
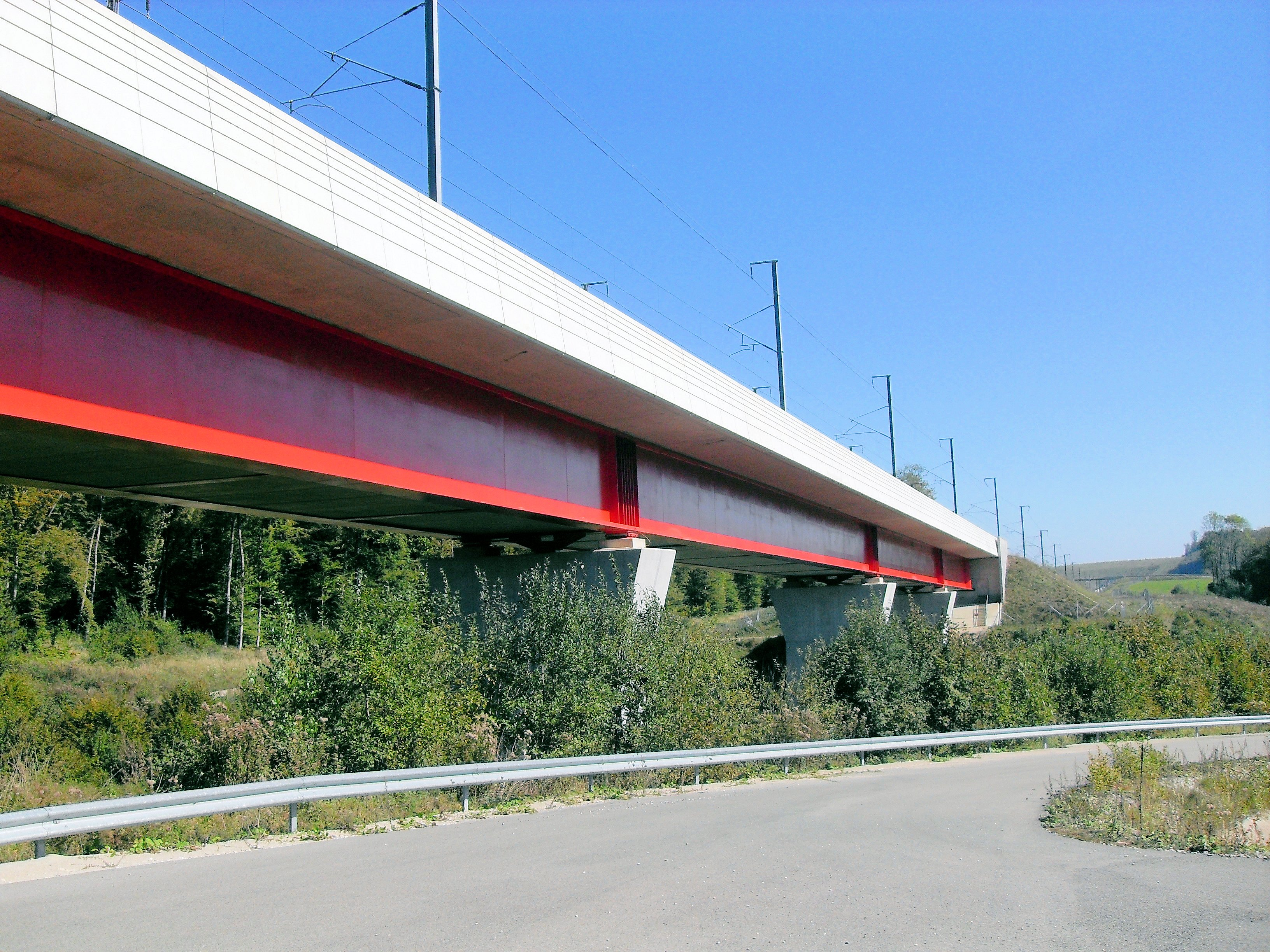
Viaduc du Pertuis de la LGV Rhin-Rhône.
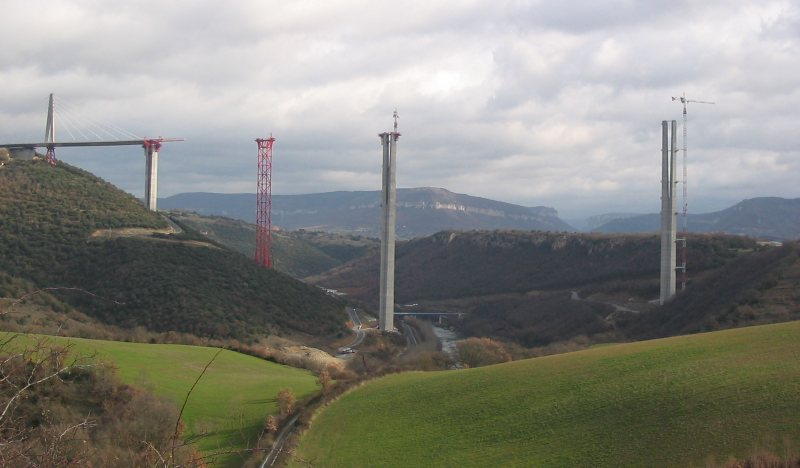
Viaduc de Millau lors de sa construction.
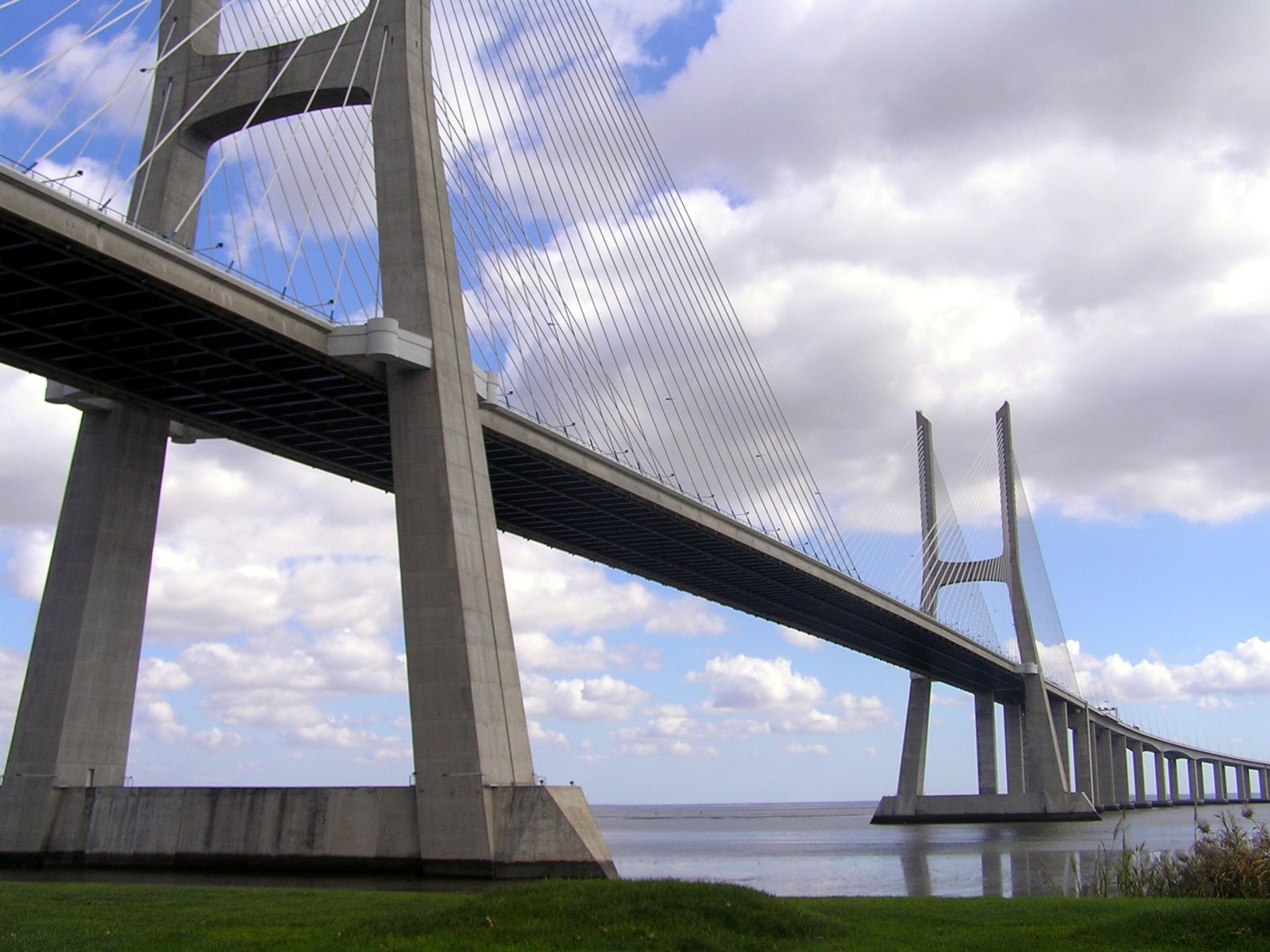
Pont Vasco da Gama.
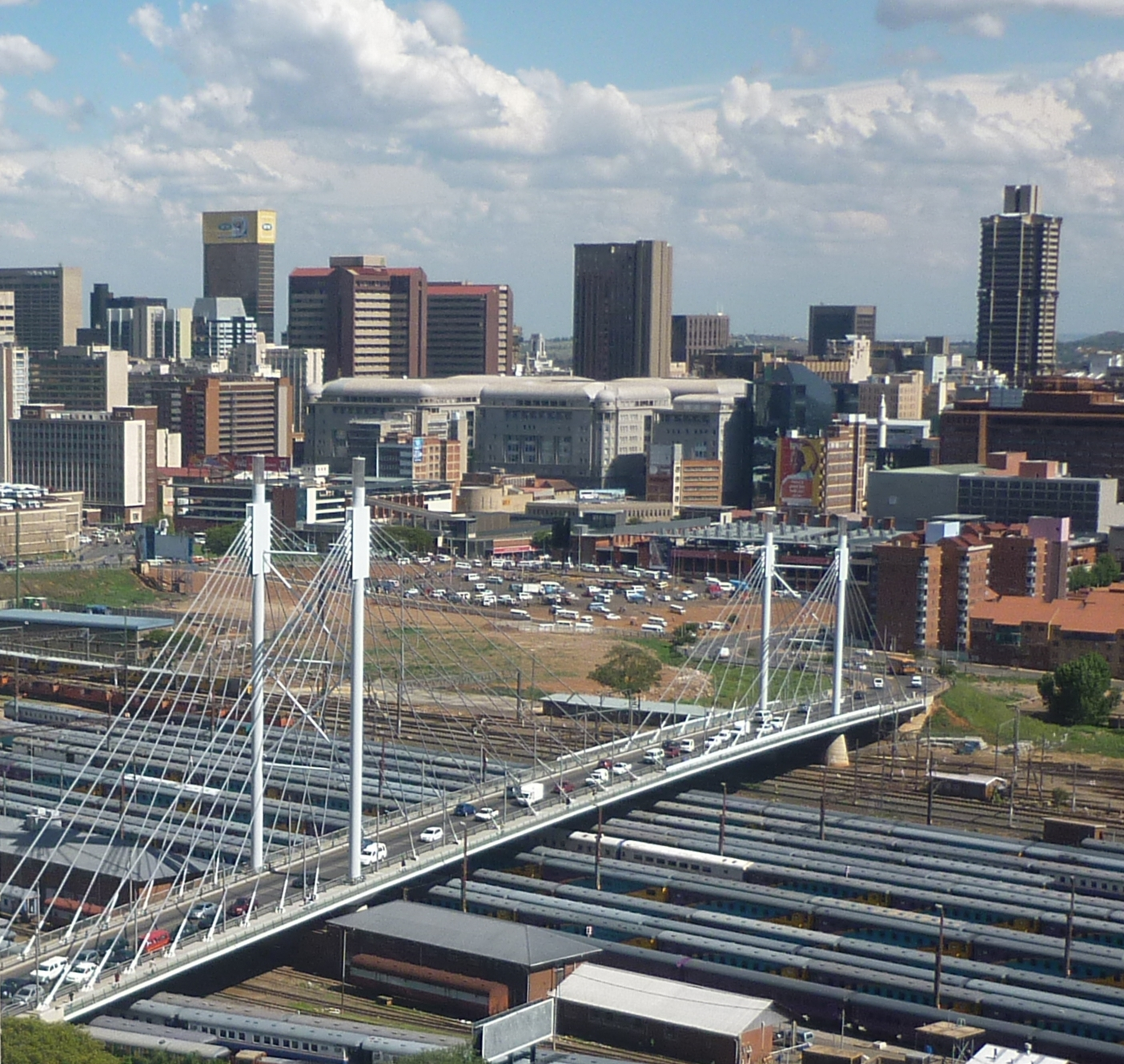
Nelson Mandela Bridge.
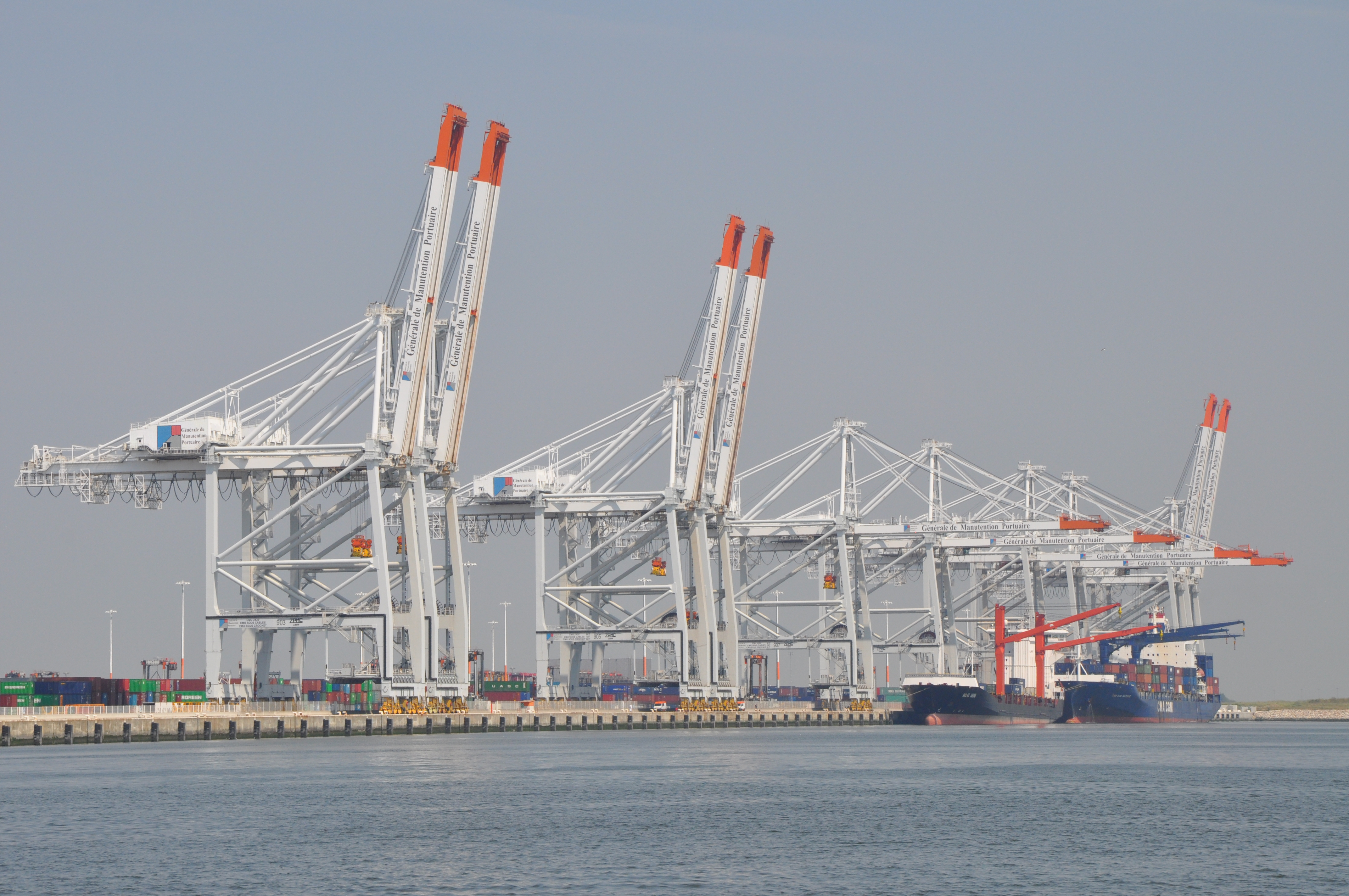
Port 2000.
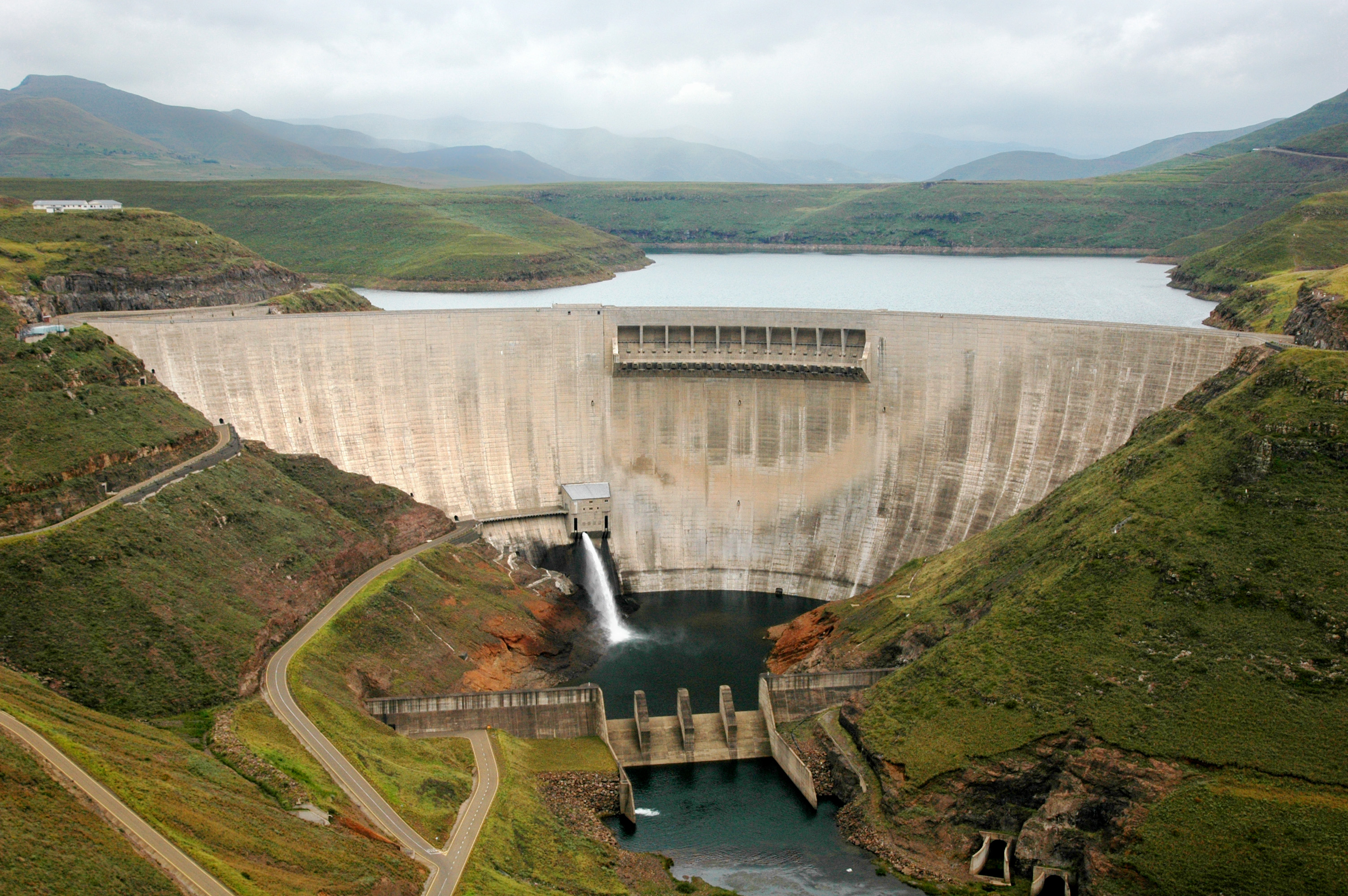
Barrage de Katse (Lesotho).
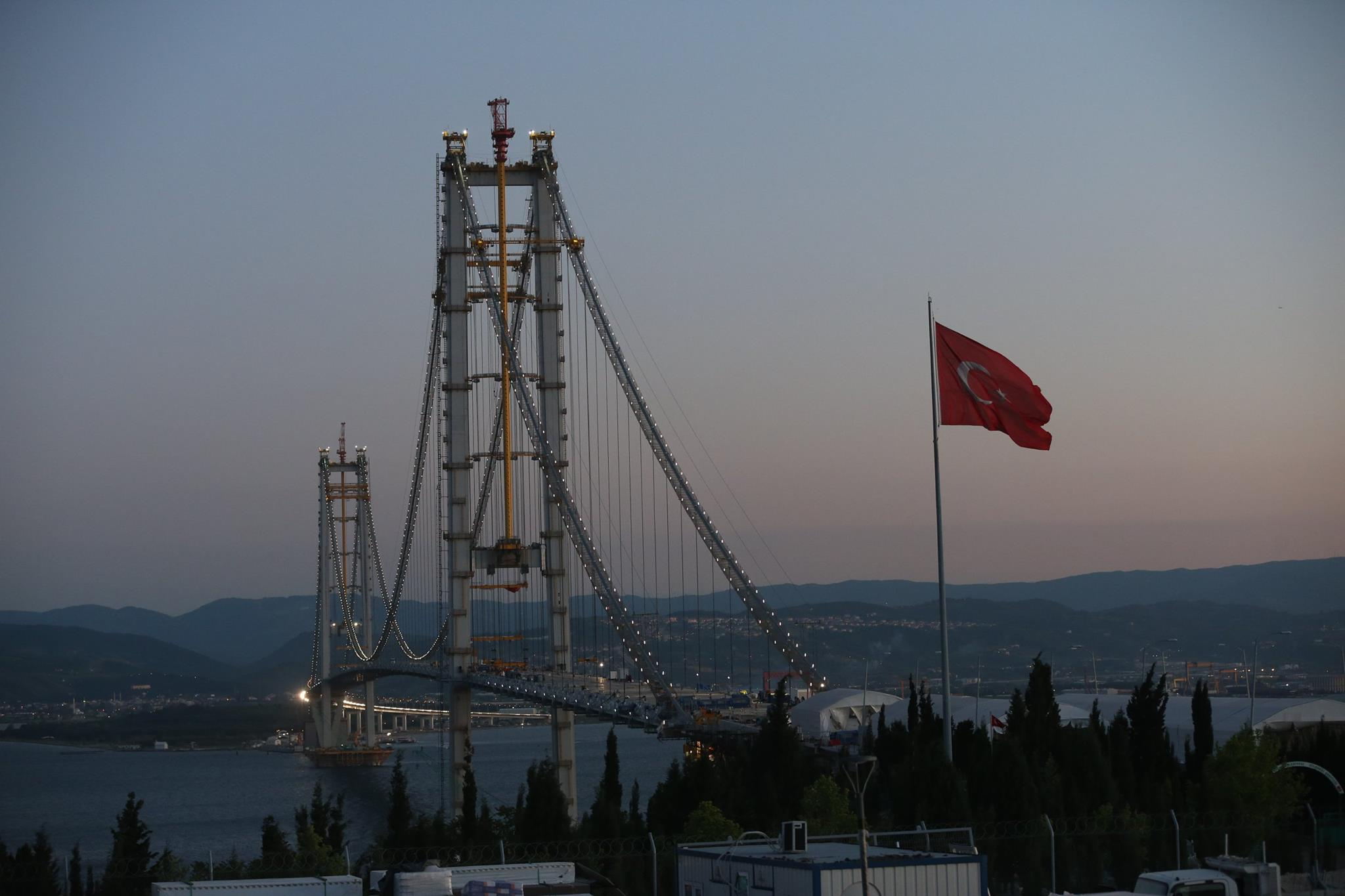
Pont Osmangazi.
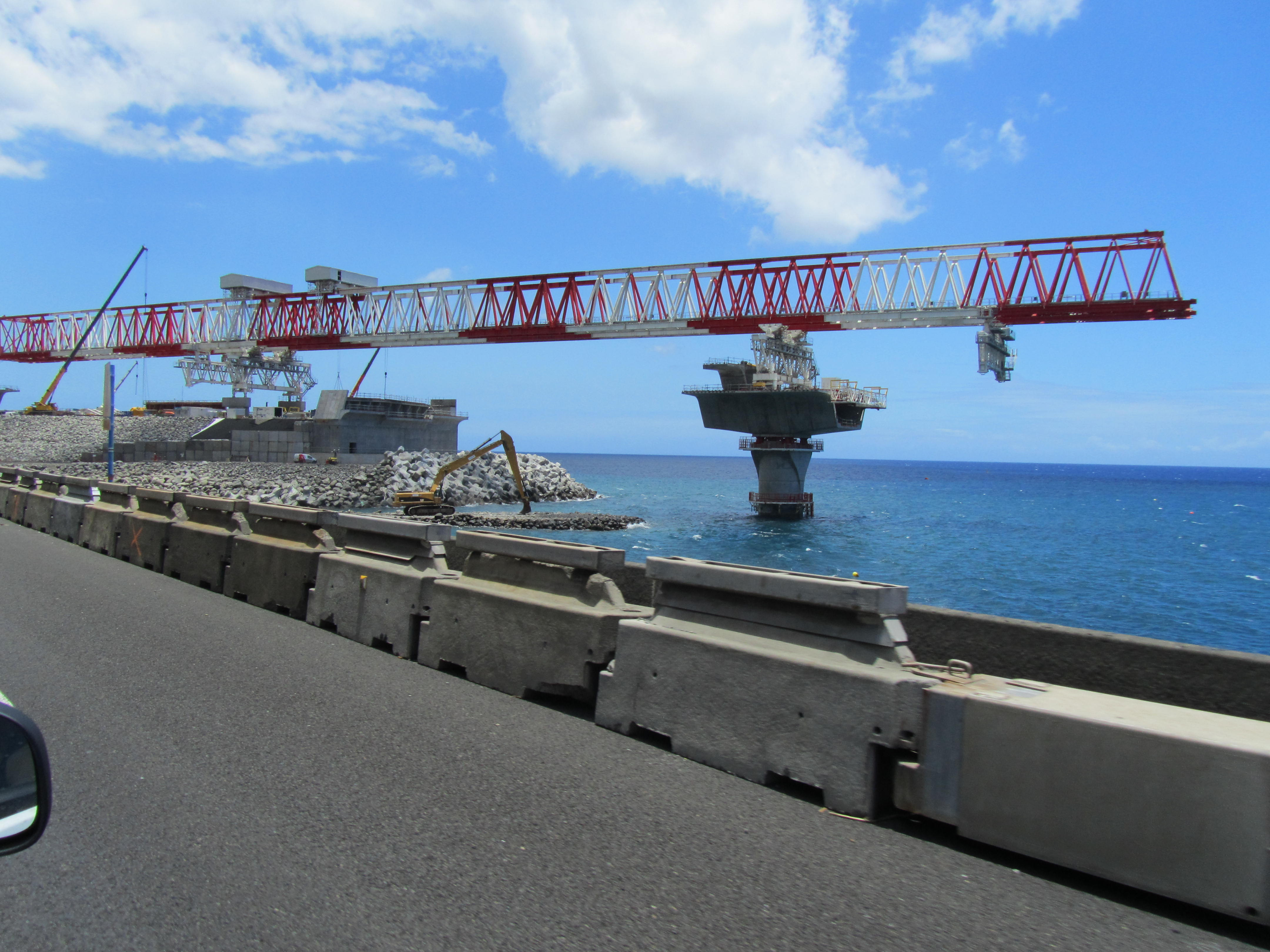
Nouvelle route du Littoral en cours de construction.
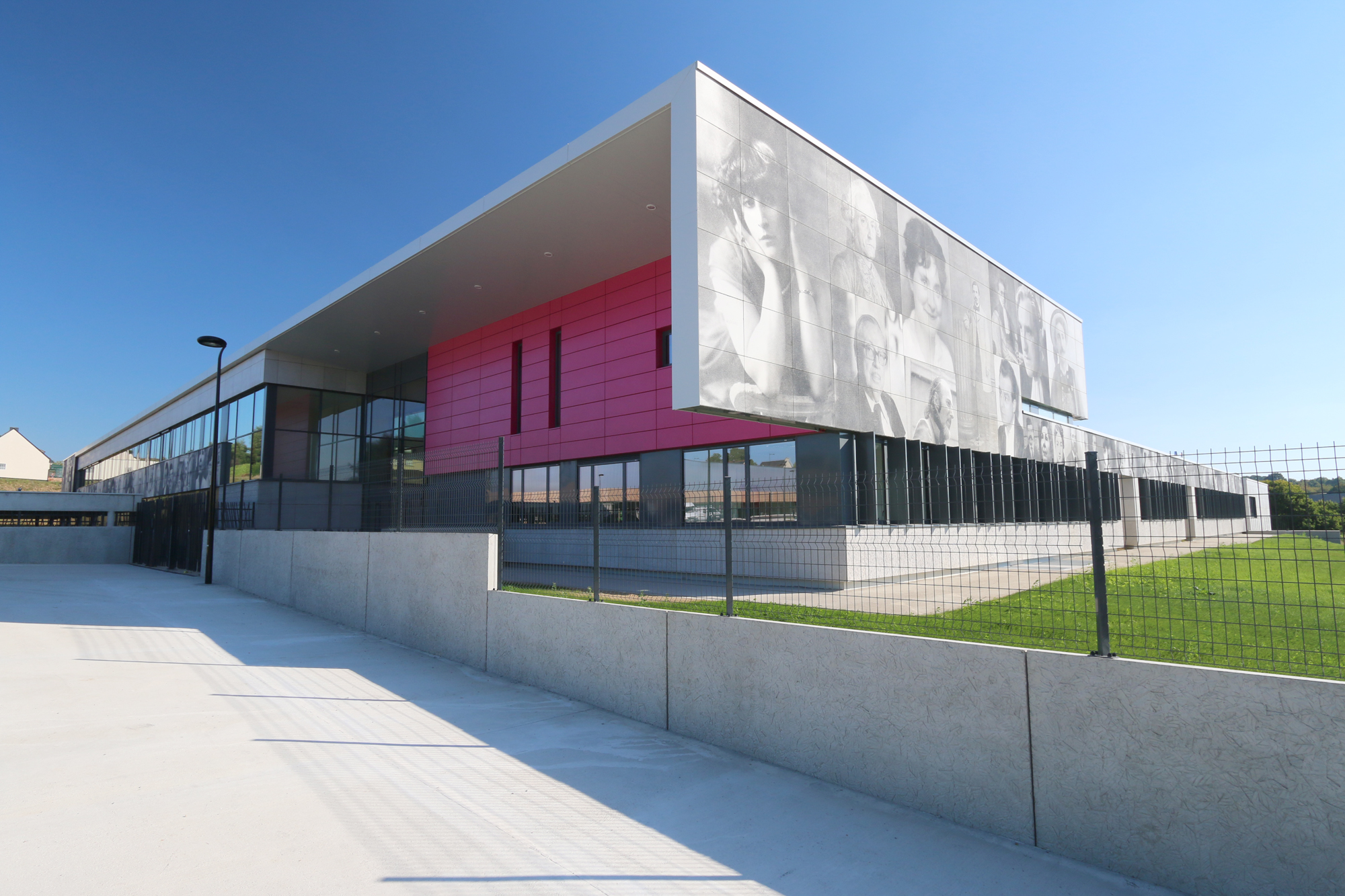
Collège de Crevin.